# Stora Hornsbergs trädgårdskoloni

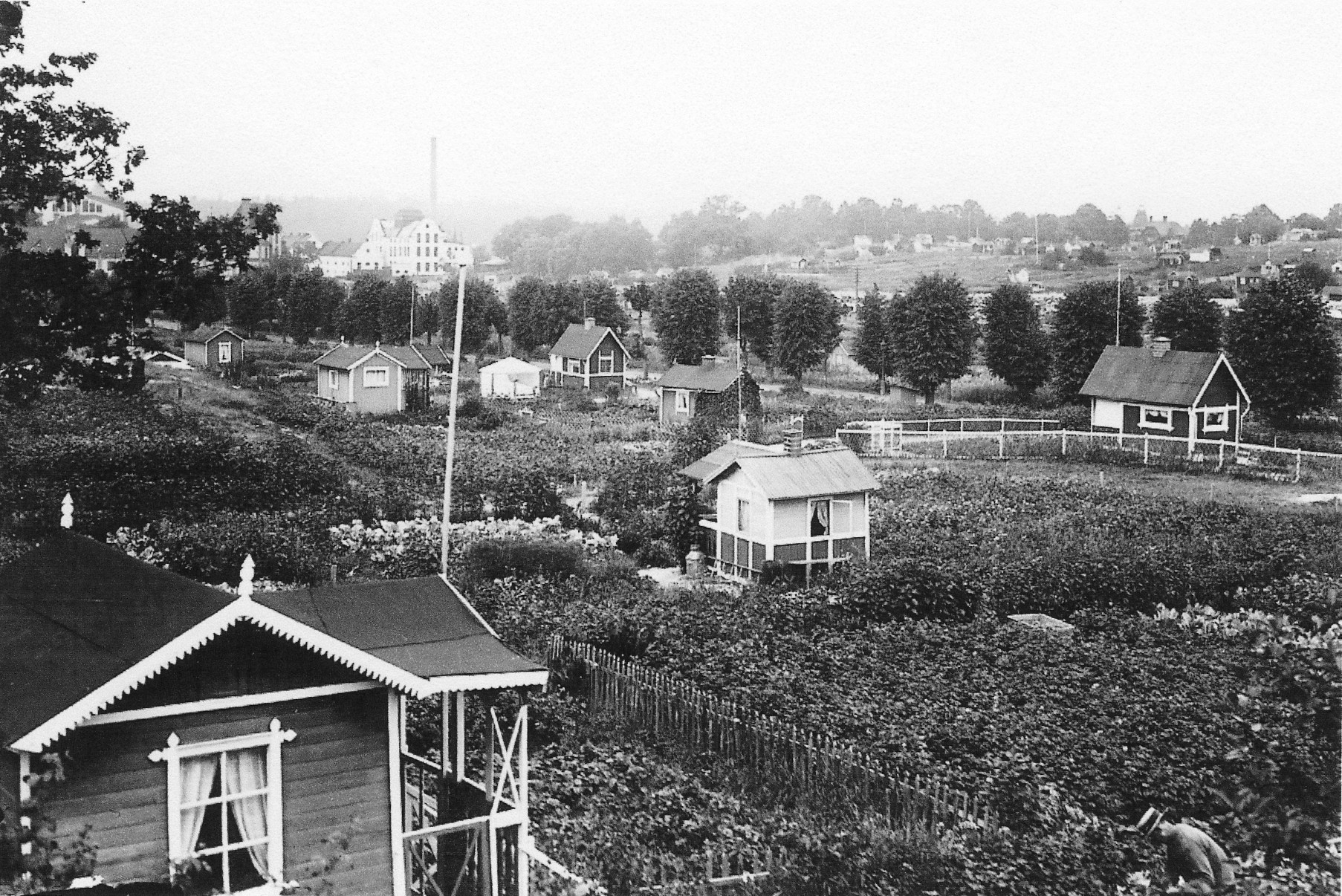
Majblomman (närmast i bild) och Stora Hornsberg 1915, i bakgrunden syns Stora Bryggeriet och Hornsbergs spritfabrik.

Stora Hornsbergs trädgårdskoloni och Majblommans trädgårdskoloni var två koloniträdgårdar i Hornsberg på nordvästra Kungsholmen i Stockholm. De låg intill varann och revs åren 1940-1941.

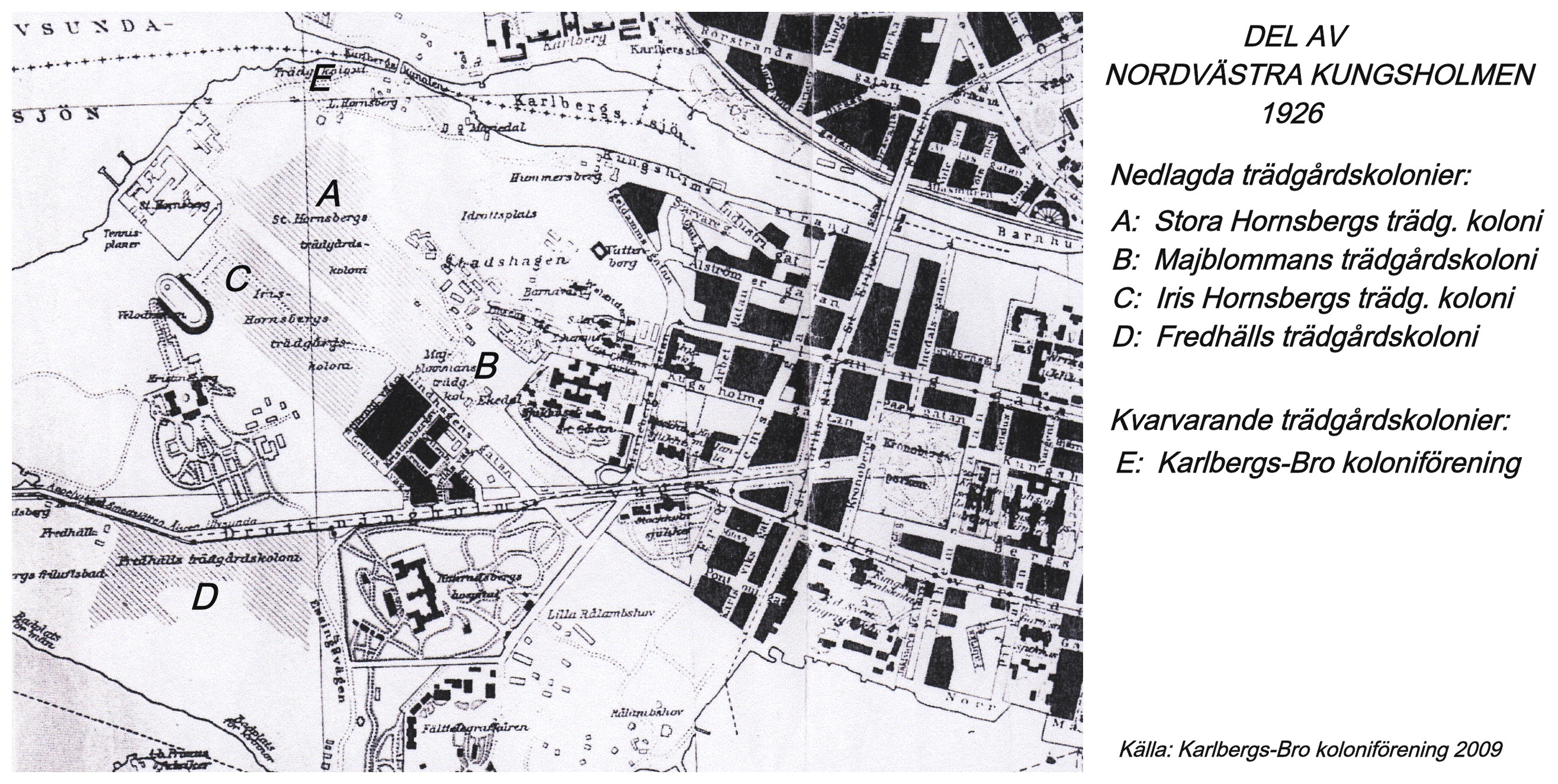
Koloniträdgårdar på nordvästra Kungsholmen 1926.

Vid början av 1920-talet fanns det nio koloniområden på Kungsholmen med mer än 900 lotter. Den äldsta var Stadshagen (vid dagens Stadshagens idrottsplats), som anlades 1905 genom Anna Lindhagens initiativ. Koloniet hade cirka 25 lotter och lades ner omkring 1925. Karlbergs-Bro koloniförening är numera den enda kvarvarande koloniträdgården på Kungsholmen.
Stora Hornsberg anlades 1909 men hade viss verksamhet redan 1904, då ett antal lotter avstyckades från Stora Bryggeriets mark och uppläts för odling. Tillsammans med Majblomman, som startade 1915, bildades ett stort koloniträdgårdsområde som sträckte sig norr om Lindhagensgatan från Stora Bryggeriet ända ner till Drottningholmsvägen i söder. Båda kolonier skiljdes bara av ett staket. År 1934 fanns 209 lotter i Stora Hornsberg och 149 lotter i Majblomman. 
Mitt genom Stora Hornsbergs trädgårdskoloni drogs 1940 i nord-sydriktning Karlfeldtsvägen (numera Strandbergsgatan) och på 1960-talet byggdes Essingeledens långa viadukt genom nordvästra Kungsholmen. På västra sidan om Karlfeldsvägen stadsplanerades industritomter med kvartersnamn som Paradiset och Lyckan. På östra sidan planerades ett område med slingrande vägar och kvartersnamn som Stugan, Trevnaden, Lustgården, Gladan och Fristaden. Här hade företaget Tomt AB Hornsberg på 1880-talet planer på att bygga en villastad. Området blev aldrig genomfört så som 1938-1940 års stockholmskarta visar utan i oktober 1939 fastställes den fortfarande gällande stadsplanen, som redovisar tomter för industriändamål. Åren 1940-1941 revs båda kolonier för att ge plats åt industrier, kontorsbyggnader och nya vägar, bland annat Warfvinges väg och Kellgrensgatan.